# Орден Манітоби
Орден Манітоби (Order of Manitoba, фр. Ordre du Manitoba   ) — цивільна відзнака за заслуги в канадській провінції Манітоба. Орден заснований у 1999 році, коли лейтенант-губернатор Пітер Ліба схвалив королівською згодою Закон про Орден Манітоби. Орден керується Губернатором у Раді та призначений для вшанування нинішніх або колишніх мегканців Манітоби за суттєві досягнення в будь-якій галузі, , таким чином, вважається найвищою нагорода серед усіх інших, що присуджуються Короною Манітоби.

## Структура та призначення
Орден Манітоби призначений для вшанування будь-якого нинішнього або колишнього довготривалого жителя Манітоби, який продемонстрував високий рівень індивідуальної досконалості та досягнень у будь-якій галузі, «приносячи видатну користь соціальному, культурному чи економічному добробуту Манітоби та її жителів ";  він замінив у цій ролі Орден полювання на бізонів, який мав більш розмиті вимоги до номінації. Немає обмежень щодо кількості осіб, які можуть належати до ордена, хоча кількість номінацій обмежено вісьмома на рік;  Канадське громадянство є обов’язковою вимогою, також існує обмеження для осіб, обраних або призначених до урядових органів, поки вони обіймають посаду.
Процес пошуку кандидатур починається з подання від громадськості Секретарю Консультативної ради Ордена Манітоби, яка складається з Головного судді Манітоби; секретар виконавчої ради; президентів Університету Манітоби, Університету Брендона та Університету Вінніпега, кожен з яких обіймає позицію за ротацією на дворічний термін; і не більше чотирьох членів Ордена Манітоби, один з яких є головою ради. Якщо головний суддя не може служити в раді з будь-якої причини, головний суддя Суду Королівської лави Манітоби може служити замість нього. Потім цей комітет збирається принаймні один раз на рік, щоб надати вибрані рекомендації віце-губернатору;  посмертні номінації не приймаються, хоча особа, яка померла після того, як її ім’я було подано до Консультативної ради, все ще може заднім числом стати членом Ордена Манітоби. Лейтенант-губернатор, ex officio Член і Канцлер Ордена Манітоби . Орден має єдиний ступінь членства, і призначається Рішенням Ради, скріпленим монаршим підписом та Великою печаткою провінції. Після цього нові учасники мають право використовувати післяіменні літери OM.

## Знаки розрізнення
Після прийняття до Ордена Манітоби, як правило, на церемонії, що відбувається в Будинку уряду у Вінніпезі, новим членам вручають знаки ордена. Головний знак складається із золотого медальйона у формі стилізованого шафрану — офіційної провінційної квітки — з лицьовою стороною в білій емалі із золотою облямівкою, а в центрі — гербом Манітоби, увінчаним зображенням Корони св. Едварда, що символізує роль канадського монарха. Стрічка з вертикальними смугами червоного, синього та білого кольорів; чоловіки носять медальйон, підвішений до цієї стрічки на комірі, тоді як жінки носять свій медальйон на банті з стрічки зліва на грудях. Учасники також отримують значок, який можна вдягати на менш офіційні оказії.

## Зовнішні посилання
- Сторінка ордена Манітоби

| Прапор Канади | Це незавершена стаття про Канаду. Ви можете допомогти проєкту, виправивши або дописавши її. |